# Rhédey Ferenc (bihari főispán)
Kisrédei Rhédey Ferenc (1560–1621. április 10.) nagyváradi kapitány és Bihar vármegye főispánja.

## Élete
Kisnemesi családból származott. Családi birtokai a török terjeszkedés miatt nagyrészt elvesztek, emiatt fiatal korától végvári katonaként szolgált. 1596-1598 között már füleki kapitány volt. Erdélybe ment, ahol  előbb Báthory Zsigmond, majd Székely Mózes pártján harcolt. 1603-ban tanácsúri tisztet kapott. Székely veresége után ő is a törökhöz menekült, előbb Temesvárra, majd Belgrádba. Ezekben az években kötött szoros barátságot Bethlen Gáborral. Harcolt Giorgio Basta generális ellen.
1604-ben, Kassa elfoglalása után csatlakozott Bocskai István felkeléséhez, aki a felvidéki hadserege fővezérévé nevezte ki. Nevéhez fűződik többek között Szécsény, Fülek, Korpona, Nyitra, Galgóc és Trencsén elfoglalása is. 1606-ban Bocskai a magyarországi főrendek közé emelte. Rövid ideig Érsekújvár kapitányi tisztét is betöltötte. 1607 végétől haláláig (Báthori Gábor erdélyi fejedelem kinevezése alapján[forrás?]) váradi kapitány és Bihar vármegye főispánja lett. 1608-ban II. Mátyás magyar király aranysarkantyús lovaggá ütötte. A békekötés miatt Nyitrát, Bocskai adományát elvesztette, és Rákóczi Zsigmond szolgálatába állt.
Sógorának, Bethlen Gábor erdélyi fejedelemnek egyik legbizalmasabb híve volt.
1601 áprilisában Báthory Gábor Zilahot adta neki birtokadományul, ezt Bethlen is megerősítette. 1614-ben Bihar és Máramaros főispánja lett. Bethlen magyarországi hadjáratában vesztette életét. Füleken hunyt el rabként. Felesége Károlyi Katalin volt.